# Robert Pereira da Silva
Robert Pereira da Silva (* 10. April 1985) ist ein ehemaliger brasilianischer Fußballspieler.

## Karriere
Robert begann seine Karriere 2003 bei Iraty SC. 2003 wechselte er auf Leihbasis zum japanischen Erstligisten Kashiwa Reysol. Von 2005 bis 2006 spielte er bei Botafogo FC (SP) und EC Democrata. 2006 unterschrieb er einen Vertrag beim portugiesischen SL Nelas. 2007 wechselte er zum Zweitligisten Desportivo Aves. 2009 kehrte er nach Brasilien zurück und unterschrieb einen Vertrag beim Erstligisten Goiás EC. 2010 wechselte er zum portugiesischen Zweitligisten CD Feirense. 2011 wurde er mit dem Verein Vizemeister der zweiten Liga und stieg in die erste Liga auf. 2011 kehrte er nach Brasilien zurück. Danach spielte er bei Boa EC, Ipatinga FC, Villa Nova AC und ADRC Icasa. Ende 2015 beendete er seine Karriere als Fußballspieler.